# Драгомир Андрејевић
Др Драгомир Андрејевић био је један од значајних лекара-педијатара, оснивача и утемељивача здравствених установа, организатора и стручњака града Лесковца.

## Биографија
Рођен је 1925. године у Бошњацу, где је завршио основну школу. У Лесковачку гимназију дошао је 1936. године. Припадао је напредном омладинском покрету. Због своје активности бива хапшен од Немаца и до 1944. године провео је у логору за преваспитавање омладине у Смедеревској Паланци. У ослобођеној земљи завршава Гимназију у Лесковцу и Медицински факултет уписује 1947. године у Београду. Као одличан студент, завршава студије 1954. године и почиње као лекар у Лесковцу. Опредељујућисе за рад са децом, специјалзира педијатрију. Специјалистички испит положио је 1958. године у Београду. Исте године поставцљен је за управника Дечијег диспанзера, а 1960. године за управника Центра за здравствену заштиту мајке и детета у чијем саставу је био дечији, школски и диспанзер за жене, а од 1975. године па до своје смрти 1980. године начелник Дечијег одељења болнице у Лесковцу. Одличан теоретичар, добар организатор, изванредан практичар, брзо усваја принципе социјалне педијатрије и тежиште активне здравствене заштите деце преноси са болничког одељења на превентивну активност, формирајући диспанзере, саветовалишта, покретну дечију кухињу, одлазећи и у најзабаченија села Лесковачког краја. Нема места у лесковачком крају у коме није боравио др Андрејевић, држао предавања, саветовао и учио мајке како треба неговати, чувати, хранити и васпитавати децу. Завршио је једномесечни семинар за лекаре специјалисте на Институту за здравствену заштиту подмладка и тромесечни регионални курс 1963. године у организацији Светске здравствене организације у Варшави. Био је члан управног одбора Подружнице СЛД 1960/63 године и члан управног одбора Педијатријске секције. Био је председник Подружнице СЛД у Лесковцу 1954. године, као и члан среског и градског Савета за здравље у Лековцу.
У току свог рада, поред бављења организационим пословима, пратио је савремена достигнућа у педијатрији и своја искуства и резултате саопштавао на стручним састанцима Подружнице, Секције и конгреса. Објавио је преко 20 стручних радова у разним медицинским часописима у земљи и иностранству. Звање примаријуса стекао је 1968. године.
У функцији директора, управника, начелника, члана савета за здравље и социјалну политику Скупштине општине Лесковца и Среза лесковачког, члана савета Медицинске школе, савета Медицинског центра, примаријус др Драгомир Андрејевић дао је огроман допринос организовању здравствене службе у граду и Лесковачком крају, показујући посебне резултате на смањењу смртности деце.
Спадао је у групу младих лекара који су поставили темеље своје струке у важном периоду развоја здравствене службе у Лесковцу.